# Cyclauto
Die Société Française du Cyclauto ist ein ehemaliger französischer Hersteller von Automobilen.

## Unternehmensgeschichte
Das Unternehmen aus Suresnes begann 1919 mit der Produktion von Automobilen. Der Markenname lautete Cyclauto. 1923 endete die Produktion.

## Fahrzeuge

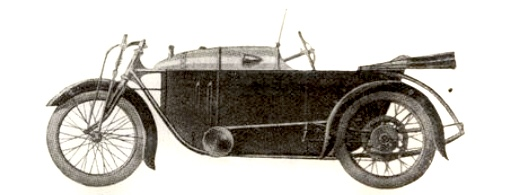
Cyclauto

Das einzige angebotene Modell war ein Dreirad, bei dem sich das einzelne Rad vorne befand. Es standen ein Zweizylinder-Zweitaktmotor von Sicam mit 497 cm³ Hubraum mit 65 mm Bohrung und 75 mm Hub sowie ein Vierzylindermotor von Ruby mit 904 cm³ Hubraum zur Verfügung. Der Antrieb erfolgte über Kette an die Hinterachse. Als einsitziges Fahrzeug wog er 175 kg und erreichte eine Höchstgeschwindigkeit von 65 km/h. In der zweisitzigen Ausführung wog es 200 kg und erreichte nur noch 55 km/h. Der Verbrauch lag bei 6 Liter pro 100 km.